# جورنجا جيلينسكا
جورنيا جيلينسكا Gornja Jelenska هي قرية في بلدية بوبوفاتشا ، مقاطعة سيساك موسلافينا في كرواتيا . وفقًا لتعداد عام 2001 ، يبلغ عدد السكان 887 نسمة، في 279 أسرة. تقع القرية على المنحدرات الجنوبية لجبل Mosravčka gora.

## كوفيد 19
في الأول من أكتوبر 2020، أصبحت القرية بؤرة جديدة لوباء كوفيد-19 بعد حملة ترويجية للكتاب لم يرتد خلالها أحد أقنعة الوجه. تم اختبار 149 شخص من جورنيا جيلينسكا وبوبوفاتشا بشكل إيجابي لمرض فيروس كورونا كوفيد 19، وهو ما يمثل حوالي ربع الحالات الجديدة في البلاد بأكملها في ذلك اليوم.